# Proyecto hidroeléctrico Corpus Christi
El Proyecto hidroeléctrico Corpus, oficialmente Proyecto hidroeléctrico Corpus Christi, es una central hidroeléctrica proyectada, ubicada sobre el río Paraná, entre la Argentina y el Paraguay. El proyecto fue originalmente planteado durante la década de 1960 y se estancó tras las últimas dictaduras militares en ambos países. Fue rechazado en un plebiscito celebrado por la población de la Provincia de Misiones en el año 1996, y ha sido nuevamente puesto en proyecto durante los primeros años del siglo XXI. Se encuentra en estudio de factibilidad.
El 16 de septiembre de 1980 se firmó un acuerdo entre ambos países para llevar adelante la obra en la ubicación de Itacua, sobre el kilómetro 1597 del río Paraná, a corta distancia de las ciudades de Posadas y Encarnación. Otras dos posibles ubicaciones para la presa de embalse son Itacurubí —km 1642, cerca de San Ignacio— y la isla Pindoí, en el municipio de Corpus, km 1658. Este último emplazamiento, que le da nombre al proyecto, es el más frecuentemente considerado en la actualidad, debido al menor costo económico, ecológico y habitacional que supone.

## La singularidad geográfica

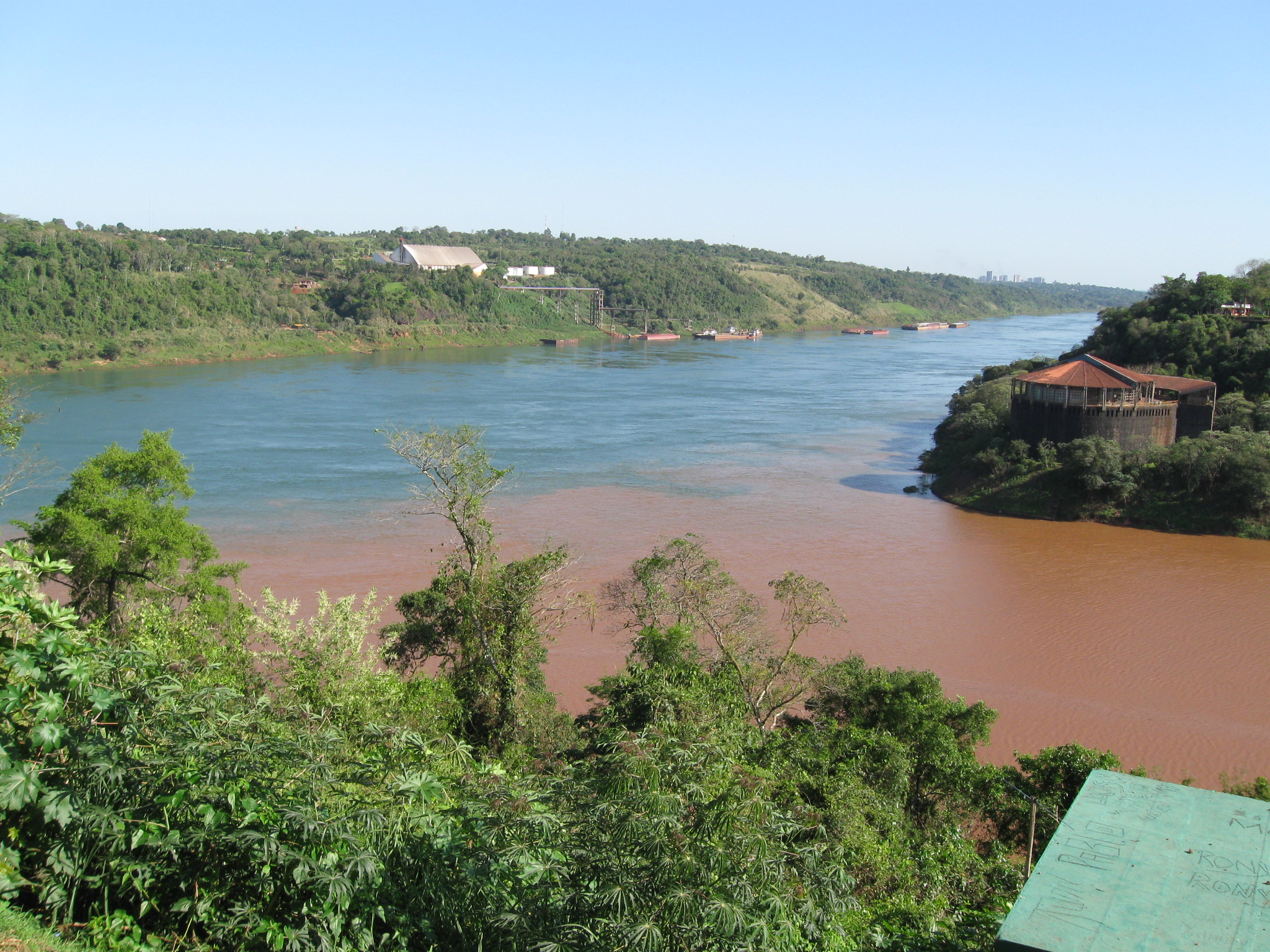
El cañón del río Paraná —a la izquierda— en su confluencia con el río Iguazú.

La mitad sur del macizo de Brasilia tiene sus mayores alturas a escasa distancia de la costa del Océano Atlántico, por lo que la mayoría de los ríos corren de este a oeste, reuniéndose en los dos grandes ríos, el Paraná y el Uruguay, que corren de norte a sur para unirse en el Río de la Plata. En su curso superior, ambos ríos transcurren en un típico recorrido de meseta, abriéndose paso entre colinas y sierras por valles de ancho variable. Pero, algunos kilómetros al sur de la zona en que giran en dirección sur, ambos ríos caen en profundas gargantas de laderas escarpadas; el río Uruguay lo hace desde los saltos del Moconá hasta la zona de Santo Tomé - São Borja, a lo largo de unos 200 km.
El río Paraná, con mayor caudal, cae dentro de una garganta o cañón en los saltos del Guairá, entre el Brasil y el Paraguay, donde pierde algo menos de 200 m de altura, que son aprovechados hidroeléctricamente por la Represa de Itaipú. A corta distancia, el río pasa a ser el límite entre la República Argentina y el Paraguay. Unos 300 km más abajo, a la altura de Posadas - Encarnación, el río abandona la profunda garganta y pasa a ser un río de llanura. A unos 50 km aguas abajo, la Represa de Yacyretá apovecha los últimos desniveles del río antes de su curso inferior; el agua represada alcanza poco más arriba de las ciudades de Posadas y Encarnación.
El largo cañón que se prolonga entre los saltos del Guairá y el borde exterior de la meseta ha sido llamado una ""singularidad geográfica"", especialmente apta para su aprovechamiento hidroeléctrico por el caudal de agua, el desnivel que la misma recorre y el bajo costo comparativo de las presas proyectadas debido a lo angosto de la garganta en que se encuentra. El embalse de Itaipú aprovecha más de la mitad del desnivel, resultando en la segunda mayor central hidráulica del mundo; una pequeña parte del resto es aprovechada por el embalse de Yacyretá.
Queda, en medio de ambas, un amplio espacio para su aprovechamiento hidroeléctrico. Inicialmente se habían proyectado dos embalses, uno frente a la localidad argentina de Corpus y la otra, aguas arriba, frente a la localidad, también argentina de Puerto Libertad. Este segundo proyecto ha sido completamente abandonado debido principalmente a que la represa de Itaipú lo hace impracticable, de modo que el único proyecto viable resulta ser el de Corpus.

## Historia del proyecto
Los primeros planes para el aprovechamiento hidroeléctrico de la región fueron desarrollados por el Ing. Carlos Santos Rosell, que preveía un sistema de embalses en cascada desde más arriba del límite con el Brasil hasta la altura de Santa Fe y Paraná.
El 16 de junio de 1971, la Argentina y el Paraguay firmaron un convenio por el cual se creaba la Comisión Mixta Argentino-Paraguaya del Río Paraná (COMIP), aprobado por los respectivos gobiernos entre julio y octubre de ese año, y el convenio entró en vigor en los últimos días de ese año. La misión de la Comisión se definía como

el estudio y evaluación de las posibilidades técnicas y económicas del aprovechamiento de los recursos del río Paraná en el tramo limítrofe entre los dos países, desde su confluencia con el río Paraguay 
hasta la desembocadura del río Iguazú.

Poco después se iniciaron una serie de  estudios de prefactibilidad, factibilidad y de proyecto ejecutivo para ese tramo del río Paraná, cuyo más destacado producto fue la concreción del proyecto de Yacyretá-Apipé.

### Tres proyectos alternativos

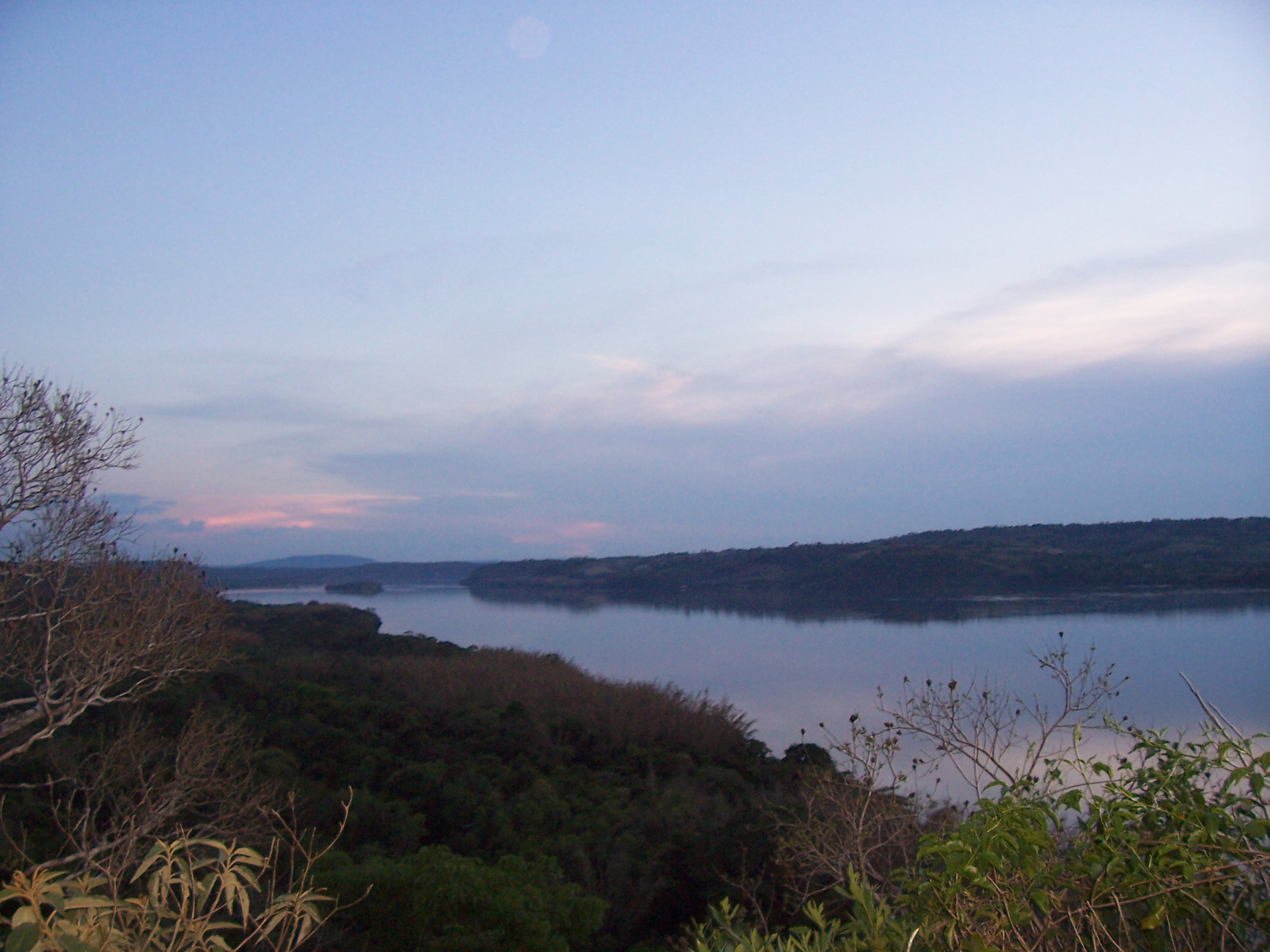
El río Paraná a su paso por el parque provincial Teyú Cuaré, en las cercanías de la angostura de Itacurubí.

Entre los años 1975 y 1983, el tramo superior —entre la desembocadura del río Iguazú y la sección Encarnación - Posadas— fue encomendado para su estudio al Consorcio Lehmeyer, Harza y Asociados, con particular atención en la zona de Corpus, donde se consideraron varios emplazamientos alternativos para la represa.
En su primera concepción, el embalse que aprovecharía el cañón del río Paraná data de principios de la década de 1970. Inicialmente se le asignó una de dos ubicaciones posibles: la isla Pindoí, muy cercana al pequeño pueblo argentino de Corpus, y la angostura de Itacurubí, cercana a la localidad de San Ignacio. La segunda opción resultaba la más económica como inversión inicial, pero fue descartada por las características del subsuelo, que no podría soportar la cimentación de una represa de grandes dimensiones. De modo que, a pesar de que existían también objeciones contra la ubicación en Pindoí, esta ubicación fue la elegida, dando nombre al proyecto.
A fines de esa misma década, ya en fase de pre-construcción la represa de Yacyretá, pareció evidente que la cota de llenado que se utilizaría sería algo menor a la proyectada. Por otro lado, estaba ya en construcción la represa de Itaipú, que no se ubicaba directamente al sur de los saltos del Guayrá, sino varios kilómetros al sur, y con una cota inferior. De modo que se planeó una tercera ubicación posible, en un lugar que se denominó Itacuá por estar cercana a la gruta en que se venera a la Virgen de Itacuá, 11 kilómetros aguas arriba del puente que une las ciudades de Posadas y Encarnación. Se trataba de un proyecto con una cota inferior ligeramente más baja, y una cota de llenado máxima de 105 m s. n. m.
Adicionalmente, en 1979 se proyectó una modificación al proyecto de Corpus, en el que se exigía que la obra fuera enteramente de hormigón —sin materiales sueltos— y con una cota de coronación 30 m superior a la cota de llenado normal. La idea era minimizar la posibilidad de grandes inundaciones debidas a la posibilidad de un escape voluntario o involuntario de grandes volúmenes de agua desde las represas brasileñas del río Paraná. Este proyecto, económicamente inviable, sería abandonado poco después.

### Desarrollo del proyecto en Itacuá
Pese a que el costo estimado para la ubicación en Itacuá era mayor, los gobiernos argentino y paraguayo consideraron prioritario maximizar la producción de energía eléctrica, por lo que se decidieron a apoyar la tercera opción. Como resultado, el 16 de septiembre de 1980, ambos gobiernos se comprometieron por notas reversales a llevar a cabo el proyecto hidroeléctrico Corpus Christi —tal su nombre oficial— en Itacuá.
En 1980 se inició el desarrollo del proyecto ejecutivo de la represa de Corpus Christi, incluyendo factibilidad técnico-económica y financiera, que se dio por terminado en 1983. Ese mismo año, la Argentina, el Brasil y el Paraguay firmaron un Acuerdo Tripartito, donde se fijó una cota de nivel máximo de operación del proyecto la de 105 m s. n. m., con lo que se compatibilizaban los proyectos de Itaipú y Corpus. También se acordó la construcción de una esclusa para el paso de embarcaciones y un sistema de transferencia de peces en ambos sentidos.
En julio de 1983, los delegados de ambos países elevaron a sus gobiernos el estudio del proyecto, contenido en 19 tomos y 533 planos ejecutivos. Catorce meses más tarde, comunicaron a sus gobiernos la conclusión del estudio, anunciando que el proyecto ejecutivo Itacuá estaba listo para licitar su construcción.
A partir de la margen paraguaya, el proyecto consistiría en una presa lateral de 1270 m, una esclusa de navegación de 56 m, con cuenco de 238 de largo por 27 m de ancho, seguido de una presa de 137 m, una central con 16 turbinas de 143,7 MW cada una, con una longitud de 652 m, una presa central de 808 m, un vertedero de 28 vanos con una longitud de 541 m, una central con 16 turbinas de 143,7 MW cada una y 652 m de longitud, una presa en margen argentina de 4350 m de longitud, con espacio para 16 turbinas adicionales. La longitud total de la presa, a la cota de coronamiento 110 m, es de aproximadamente 8,5 km.
La crisis económica y especialmente financiera que acompañó el final de la última dictadura argentina llevó al gobierno democrático de Raúl Alfonsín a suspender los avances de esta obra, concentrando sus esfuerzos en una política predominantemente social.

### Replanteo de las otras dos alternativas

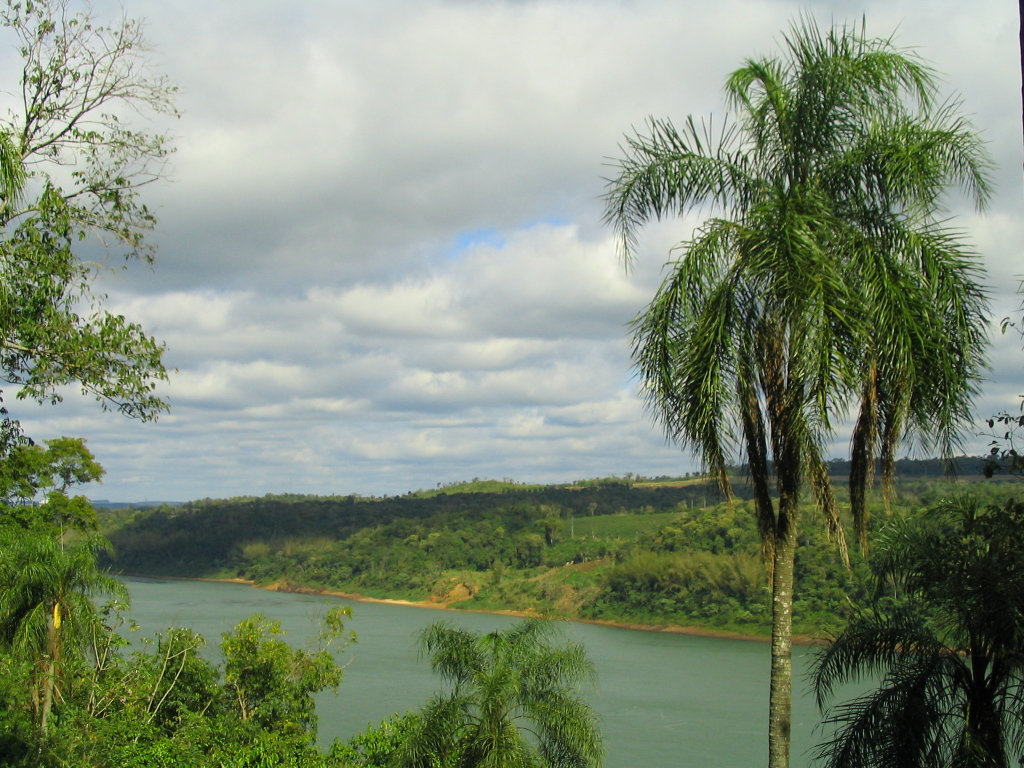
El río Paraná a su paso por Eldorado (Misiones).

Durante la década de 1990, la situación financiera de los estados argentino y paraguayo pareció más holgada, y la integración de ambos países como parte de la formación del Mercosur permitieron abrigar nuevas esperanzas en la construcción de la represa de Corpus. Casi terminada la represa de Itaipú, el objetivo para el Paraguay era exclusivamente la exportación de energía eléctrica al Brasil o la Argentina.
En los años 90, las políticas económicas de la región estaban centradas en la desregulación de todos los mercados, incluido el eléctrico. Sobre la base de esta premisa, ambos gobiernos decidieron que la obra sólo se realizaría 
por concesión y con aporte de capital privado. Por esa razón, se adecuó el proyecto para hacerlo atrayente para los inversores privados, disminuyendo el número de turbinas a instalar en una primera etapa y fijando la potencia total instalada en los 2880 MW, de modo de reducir los costos totales de obra.
La COMIP encomendó a la firma inglesa Knight Piésold and Partners los estudios de prefactibilidad de los cierres Itacurubí y Pindo-í. En Itacurubí se proyectó una represa ubicada en el km 1642 del río Paraná, 45 kilómetros aguas arriba del emplazamiento de Itacuá, y con dos posibilidades de equipamiento: turbinas Kaplan de 140 MW o Bulbo de 60 MW cada una; en ambos casos la potencia total instalada se planeó en 2880 MW, con una generación media anual de 20 625 GWh. En Pindoí se proyectó un cierre en el km 1658 del río, 16 km aguas arriba del cierre de Itacurubí. Las turbinas previstas eran Kaplan, de 140 MW cada una, y la potencia instalada también se planeó en 2880 MW, con una generación media anual de 20 175 GWH.
En el año 1995, los gobiernos argentino y paraguayo firmaron un nuevo documento, en el que reafirmaban su intención de construir la represa binacional de Corpus en Itacuá. De hecho, era el único proyecto ejecutivo completado.

### Plebiscito
La presión de organismos ambientalistas, tales como Greenpeace, llevó al gobierno de la provincia de Misiones, en la Argentina, a realizar un plebiscito vinculante, con la intención de conocer la opinión de los ciudadanos sobre el proyecto, convocado por la ley provincial 3.263. Se establecía que el plebiscito se refería al proyecto de embalsar el río Paraná, “cualquiera fuere el lugar de su emplazamiento en territorio misionero”.
Durante la campaña informativa, las organizaciones ambientalistas y la mayoría de los partidos políticos difundieron extensamente información sobre el proyecto y sus posibles efectos ambientales. Se realizó una importante concentración en la localidad de Corpus, que contó con el apoyo del obispo Joaquín Piña y del premio Nobel de la Paz, Adolfo Pérez Esquivel.
Organizaciones que apoyaron el proyecto hidroeléctrico afirmarían posteriormente que durante la campaña se exageraron los datos sobre el daño ambiental que causaría la represa. Sostuvieron, también, que se presentaron exclusivamente datos sobre el proyecto en su ubicación en Itacuá, soslayando los datos de las ubicaciones en Itacurubí y Pindoí, mucho menos dañosos para el medio ambiente, aunque el resultado del plebiscito negaría la posibilidad de la construcción de cualquier represa en cualquier lugar del Río Paraná. Entre los factores que más pesaron en el ánimo de los votantes se contó también el hartazgo por la imagen de corrupción que había dejado la obra de Yacyretá y los atropellos a los que la entidad que la había construido sometió a los habitantes trasladados por esa obra en Posadas.
El plebiscito fue realizado el 14 de abril de 1996, participando en el mismo 299 420 ciudadanos; esto es, el 62,85% del padrón electoral. El resultado fue un contundente No, que triunfó por el 88,63% de los votos válidos, es decir el 55,7% del padrón electoral total. Pocos días después, la legislatura sancionó la ley 3.294, que prohibía la construcción de cualquier represa sobre el río Paraná.

### Rehabilitación del proyecto en Pindoí
En mayo de 2000, los gobiernos de ambos países implicados suscribieron un Memorando de Entendimiento, en el sentido  de concretar la obra de Corpus mediante una concesión a inversores privados, y encomendaron a la COMIP realizar los estudios preparatorios necesarios. Respecto al plebiscito vinculante, adujeron que el proyecto a ejecutarse no sería el del emplazamiento original en Itacuá, por el cual se había realizado la consulta al pueblo misionero.
En el año 2001 se presentó un proyecto de ley en la legislatura de la provincia de Misiones, llamando a un nuevo plebiscito para volver a consultar a la población respecto a la posibilidad de construir la represa de Corpus. Aunque fue apoyado por el gobernador Carlos Rovira, el proyecto no fue sancionado. Ese mismo año se licitó el estudio de Impacto Ambiental del proyecto Corpus, que fue adjudicado al Consorcio Harza-Iatasa-Tecma, a un costo de US$ 681 000.
La crisis económica que estalló con la máxima virulencia a fines de ese año pospuso la discusión del proyecto. No obstante, la consultora Harza-Iatasa-Tecma, contratada por la COMIP, terminó en 2002 un estudio de factibilidad para el proyecto de construir la represa de Corpus en Pindoí.
En el año 2004 se presentó un proyecto de ley, sostenido por organizaciones ambientalistas y con el respaldo de la recolección de más de diez mil firmas, declarando a la provincia de Misiones libre de nuevas represas hidroeléctricas en los ríos Paraná, Uruguay e Iguazú, y que éstos fueran considerados —junto con los demás cursos de agua de la provincia— recursos naturales de especial interés para su cuidado, conservación, preservación y aprovechamiento sustentable.
En el año 2006 se terminaron los estudios de factibilidad del suelo en el lecho del río Paraná, consistentes en 20 perforaciones de 200 metros de profundidad cada una. El resultado fue favorable a la realización de la represa. Los candidatos a gobernador en las elecciones del año 2007 coincidieron en su apoyo a la construcción del proyecto Corpus en la localización de Pindoí, aunque condicionándolo al resultado de un nuevo plebiscito.
Poco antes de asumir la presidencia de la Argentina, Cristina Fernández de Kirchner manifestó su voluntad de avanzar en el proyecto de la central de Corpus. En una reunión con el presidente paraguayo Nicanor Duarte Frutos, ambos manifestaron su deseo de impulsar la construcción de la represa de Corpus Christi, obra que contaría con el apoyo de la Unión Industrial Argentina. La razón aducida serían los posibles retrados al desarrollo regional y local debidos a la escasez y elevado costo de la electricidad, en una situación económica signada por el rápido crecimiento de las economías de América Latina, y de la Argentina en particular; respecto a la ubicación, dejaron en claro que se estaba estudiando únicamente la de Pindoí.
Entre los más entusiastas defensores del proyecto se contó el intendente de Corpus, Ignacio Nemeth, que —ocupando el mismo cargo— se había opuesto al mismo en 1995 y 1996. Nemeth consideró que el beneficio económico para su municipio en forma de regalías sería muy importante, y que debería reglamentarse su inversión exclusivamente en educación, salud, turismo y obras públicas dentro del pueblo. Su estimación fue que la represa permitiría a la provincia y a su municipio recaudar más de cuarenta millones de dólares en regalías. Se creó, además, un movimiento de apoyo al proyecto, que se sustentó especialmente en la recolección de firmas de apoyo a través de internet.

## Comparación entre los tres proyectos
Las tres ubicaciones consideradas para el proyecto son:
- Itacua: en el km 1597 del río Paraná, entre el municipio argentino de Candelaria y el distrito paraguayo de Nueva Alborada.
- Itacurubí: en el km 1642, entre el municipio argentino de San Ignacio y el distrito paraguayo de Cambyretá.
- Pindoí: en el km 1658, entre el municipio argentino de Corpus y el distrito paraguayo de Hohenau.

Sus características más destacadas son:
|                                          | Itacuá                   | Itacurubí      | Pindoí                   |
| ---------------------------------------- | ------------------------ | -------------- | ------------------------ |
| Cota de coronamiento                     | 110 m s. n. m.           | 110 m s. n. m. | 110 m s. n. m.           |
| Cota de embalse                          | 105 m s. n. m.           | 105 m s. n. m. | 105 m s. n. m.           |
| Cota inferior                            | 83 m s. n. m.            | 84 m s. n. m.  | 84 m s. n. m.            |
| Longitud del cierre                      | 7658 m                   | 4100 m         | 5500 m                   |
| Longitud cierre de hormigón              | 2038 m                   | 3900 m         | 3200 m                   |
| Longitud de cierre de escollera          | 5620 m                   | 1200 m         | 2300 m                   |
| Cierre principal                         | 2038 m                   | 1200 m         | 1400 m                   |
| Capacidad del vertedero                  |                          | 37 000 m³/seg  | 31 000 m³/seg            |
| Excavación en roca                       |                          | 9 000          | 2 500 000                |
| Volumen hormigón                         |                          | 4 700 000      | 6 000                    |
| Volumen material suelto                  |                          | 3 600 000      | 17 000                   |
| Caudal máximo operativo                  |                          | 21 600 m³/seg  | 21 600 m³/seg            |
| Capacidad total de descarga              |                          | 75 000 m³/seg  | 75 000 m³/seg            |
| Área afectada total                      | 28 371 ha                | 13 125 ha      | 17 430 ha                |
| Área afectada en la Argentina            | 15 246 ha                | 6 833 ha       | 10 597 ha                |
| Área afectada en el Paraguay             | 13 966 ha                | 6 086 ha       | 7 880 ha                 |
| Total de familias (y personas) afectadas | 805 (3325)               | 382 (1866)     | 281 (1371)               |
| En la Argentina                          | 351 (1062)               | 115 (491)      | 105 (450)                |
| En el Paraguay                           | 454 (2263)               | 267 (1375)     | 176 (921)                |
| Bosque de ribera afectado                | 16 960 ha                | 7 344 ha       | 4 226 ha                 |
| Bosque nativo afectado                   | 444 ha                   | 444 ha         | 396 ha                   |
| Pastizal afectado                        | 2 277 ha                 | 1 357 ha       | 0 ha                     |
| Potencia instalada                       | 4600 MW                  | 3800 MW        | 3800 MW                  |
| Energía generada                         | 20 100 GWh               | 18 600 GWh     | 18 600 GWh               |
| Costo inicial                            | US$ 3 785 000 000 (1982) | no calculado   | US$ 2 936 000 000 (2002) |
| Costo por kW                             | US$ 823 (1982)           | no calculado   | US$ 773 (2002)           |

## Comparación con otros embalses de la región

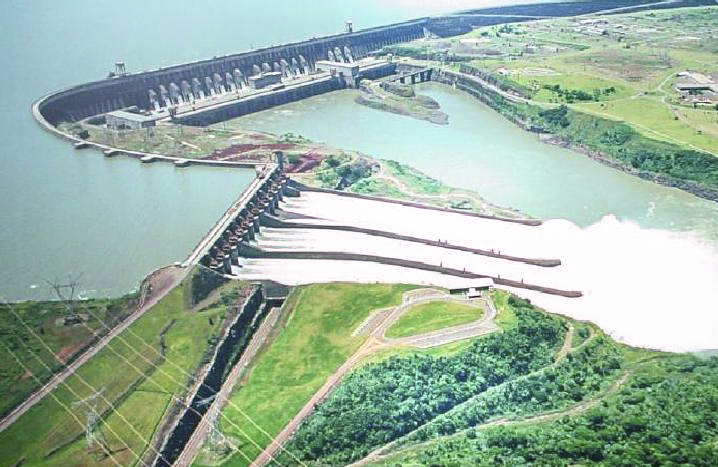
La construcción de la represa de Itaipú ha condicionado las posibilidades del proyecto de Corpus y se trata de una central con una potencia instalada mucho mayor.
Si bien Itaipú es una de las represas con mejor relación costo-beneficio, este es superado por el proyecto de Corpus, debido fundamentalmente a su reducido costo de construcción.

Parte de las objeciones a la construcción de la represa de Corpus parecen haber tenido origen en la impresión dejada por la construcción de la represa de Yacyretá. Pero se trata de dos emprendimientos enteramente diferentes: Yacyretá es una represa de llanura, con una extensa e importante área inundada y gran impacto en el hábitat y la biodiversidad. El embalse de Corpus, en cambio, estaría contenido por empinadas y estrechas costas, con escaso impacto ambiental.
Aún en el sitio de mayor efecto ambiental, que sería Itacuá, el embalse de Corpus, con una potencia instalada ligeramente menor, generaría un 6% más de energía, costaría un 77% menos, se construiría en un 25% del tiempo empleado en Yacyretá, inundaría el 91,5% menos de superficie y afectaría a un 89% menos de población ribereña.
Entre todas las centrales hidroeléctricas de la zona, Corpus sería la que menos superficie inundaría, incluso en su ubicación de Itacuá: con 353 km², inundaría incluso menos que el embalse de Acaray, que inundaría 450 km², y dispone de 190 MW instalados, versus los 4600 MW de Itacua.
La central de Corpus, incluso ubicada en Itacuá, sería la que tendría la mejor relación de MW por cada km² que inundaría. Itacua produciría entre 13,0 MW por km² inundado, mientras que la Represa de Itaipú —que le sigue en cuanto a mayor rendimiento— produce 10,5 MW por km² inundado.

## Beneficios y perjuicios

### Beneficios para los dos países
Cualquiera fuera su emplazamiento, el proyecto ha sido concebido con los siguientes fines:
- Generación de energía eléctrica;
- Mejoramiento de la navegabilidad;
- Desarrollo de la pesca comercial y deportiva;
- Fomento del turismo nacional e internacional y actividades recreativas.[29]

El principal beneficio esperado para la República Argentina es la generación de energía eléctrica a muy bajo costo, ya que se ha calculado el monto de la inversión necesaria para producir 1 kW en torno a los US$ 1000, apenas la cuarta parte del costo resultante de la inversión ya hecha en Yacyretá. Esta energía reemplazaría en gran medida a la producción de electricidad sobre la base de combustibles fósiles, que podrían ser destinados a la exportación
Adicionalmente, la producción de energía hidroeléctrica permitirá ahorrar unos 200 millones  de dólares anuales en concepto del proyectado impuesto a la emisión de dióxido de carbono, que las organizaciones ambientales aspiran a imponer a las usinas eléctricas que producen dióxido de carbono.
El Paraguay tiene asegurada por largo tiempo la provisión de toda la energía eléctrica que pueda utilizar con su participación en las represas de Itaipú y Yacyretá-Apipé y la totalidad de las de Acaray e Yguazú. Por lo tanto, la construcción de la represa de Corpus sólo tiene como objetivo la exportación de energía eléctrica a sus países vecinos, tanto la Argentina como el Brasil.

### Beneficios para la zona afectada
Se suele resaltar que la energía producida por las represas es la más limpia, barata y menos contaminante de las que se conocen. El principal objetivo de construir Corpus es dotar a la Provincia de Misiones de la energía necesaria para promover su desarrollo y para solucionar el déficit energético en que actualmente se encuentra, ya que depende casi enteramente de la represa Uruguaí y de energía eléctrica transportada desde otras jurisdicciones.
La navegación del río Paraná se vería facilitada por el aumento de la profundidad y del ancho del río. Con Yacyretá en su cota final (83 m s. n. m.), el río solo es navegable hasta unos 5 km arriba de Itacua por barcazas. Con el nuevo embalse se vería muy facilitada la navegación fluvial, un sistema de transporte más eficiente, seguro y competitivo que el actualmente predominante, en que se utilizan camiones en forma masiva. El sistema de transporte fluvial permitiría llegar con buques de calado medio hasta Foz do Iguazú y Ciudad del Este, con beneficios para las localidades ribereñas.
El embalse se convertiría en un atractivo turístico, incrementando la actividad turística de la provincia y de varias localidades.
El gobierno de la provincia de Misiones y de las localidades de ambas márgenes dispondrían de mayores recursos y de energía de bajo costo, lo que permitiría llevar adelante planes locales y regionales de desarrollo, especialmente de desarrollo industrial. Las empresas locales verían facilitado su acceso a la energía a bajo costo.
La energía eléctrica de bajo costo permitiría encarar proyectos productivos en el sector agrícola, especialmente en cuanto a riego, procesamiento local de la producción, o elaboración de alimentos para animales, que permitiría expandir una ganadería muy relegada en la actualidad. Además facilitaría la electrificación rural, mejorando el nivel de vida de la población fuera de los núcleos urbanos.

### Las regalías energéticas y la provincia de Misiones
En el caso de los emprendimientos hidroeléctricos binacionales entran en colisión dos principios jurídicos: por un lado, al tratarse de un asunto de política exterior, su manejo jurídico debe llevarse adelante por el respectivo ministerio del Gobierno Nacional; la Constitución de la Nación Argentina establece que los recursos energéticos de una provincia son de su propiedad, de modo que la provincia de Misiones aspira a ser la principal beneficiaria del emprendimiento, especialmente a través de regalías.
La ley nacional 15.336, que regula las regalías energéticas, fija el monto de las mismas en un 12% del valor de la energía eléctrica producida. No obstante, se espera que la provincia de Misiones solicite ser beneficiada por un acuerdo similar al establecido entre el gobierno nacional y la provincia de Santa Cruz acerca del futuro complejo hidroeléctrico La Barrancosa-Cóndor Cliff, que fija las mismas en el 50%, basando su reclamo en que alrededor del 75% de la electricidad sería utilizada fuera de la provincia. De hecho, es muy probable que este argumento forme parte de las negociaciones previas a la realización de un nuevo plebiscito.
Los promotores del apoyo misionero a la construcción del proyecto de Corpus promueven también, como paso previo a la realización del necesario plebiscito, la definición previa del destino y la inversión de estas regalías, basándose en normas que ya se han discutido, con el apoyo de la mayoría de los gobiernos municipales. En tal caso, los promotores están más dispuestos a apoyar el proyecto Corpus que el proyecto de represa de Garabí, que deberán compartir con la provincia de Corrientes.

### Perjuicios ambientales

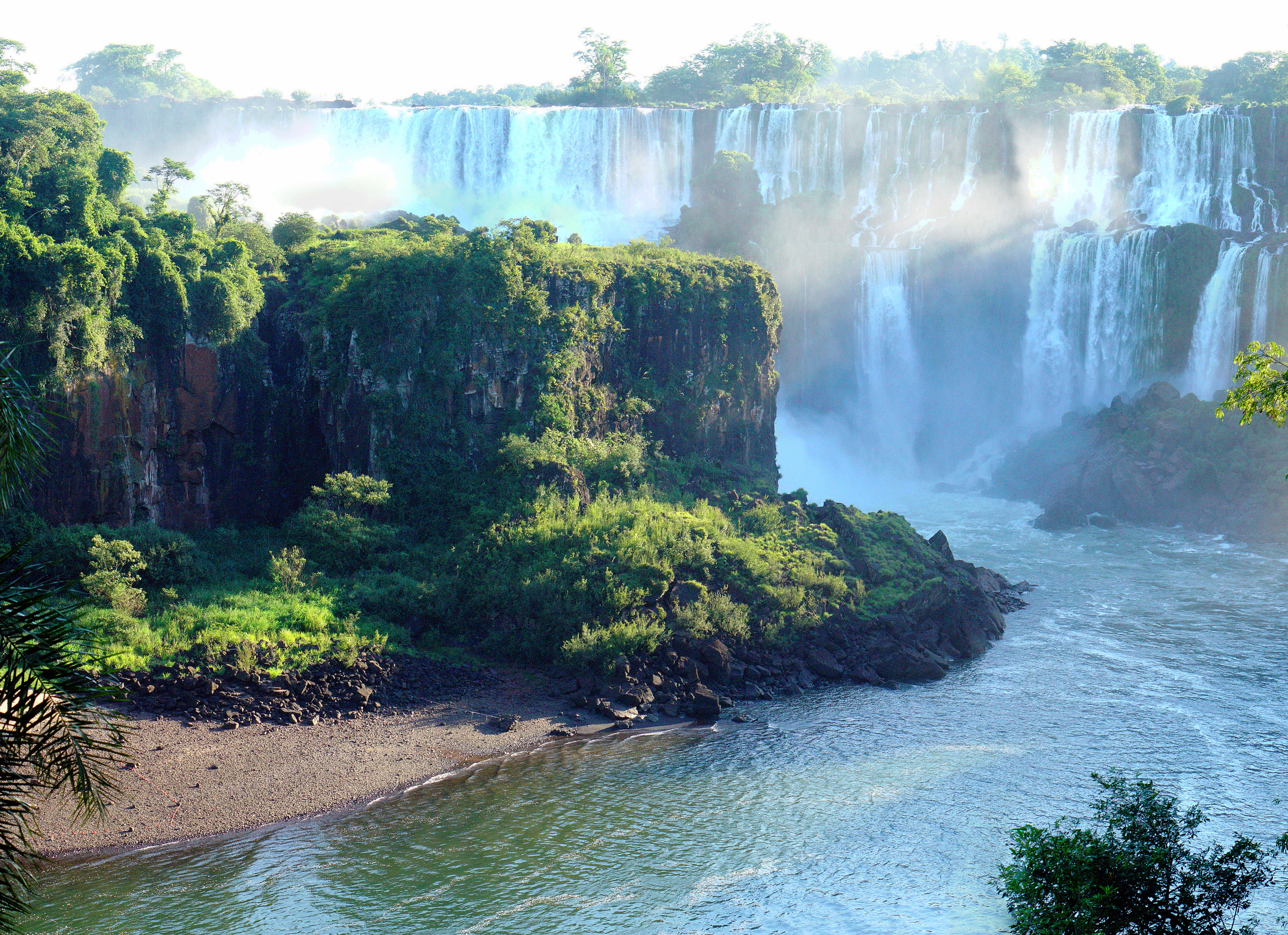
Las Cataratas del Iguazú se verían afectadas por la construcción del embalse de Corpus, especialmente en la isla San Martín, a la izquierda de la imagen.

En caso de construirse la represa de Corpus, se crearía una cadena de lagos desde el nacimiento del río Paraná hasta la isla Apipé. De ese modo, se perdería definitivamente la condición de río, con severos efectos en la población de peces, plantas acuáticas y otras especies.
La construcción de la nueva represa llevaría a la extinción de muchas especies de peces, debido a la interrupción de migraciones ligadas a la reproducción. Por otro lado, especies como los dorados, pacúes, surubíes, bagres y bogas dependen casi exclusivamente de consumo de sábalos, una especie fuertemente dependiente de movimientos migratorios aguas arriba y abajo por los ríos.
Todos los proyectos de cierre revén un sistema de transferencia de peces de tipo múltiple, lo que teóricamente disminuiría los efectos sobre las poblaciones de peces. No obstante, la experiencia ha demostrado que este tipo de transferencia es de una utilidad muy limitada, ya que la mayoría de los escasos ejemplares que logran superar ese tipo de barreras terminan debilitados y a merced de predadores. Sin embargo, la represa de Corpus estaría ubicada entre dos grandes represas que ya tienen ese efecto sobre las poblaciones ictícolas, de modo que el efecto adicional sería muy inferior al que habría que considerar para una obra aislada.
La construcción de la represa generaría una gran cantidad de pequeñas bahías locales, sin corriente y sin oleaje, aptas para la cría de caracoles y mosquitos, incluidos varios transmisores de enfermedades.
El elevamiento del nivel del agua llevaría al anegamiento total o parcial de varios sitios turísticos y arqueológicos relevantes, tales como los saltos del Tembey, los saltos de Tres de Mayo, la Gruta India y la Cueva del Yaguareté. Resulta especialmente notorio el efecto que tendría el llenado a 105 m s. n. m. sobre las cataratas del Iguazú: el efecto remanso haría perder 4 m a los saltos principales, disminuyendo el efecto de pulverización del agua y sumergiendo el desembarcadero de la isla San Martín, que da acceso a algunos de los más hermosos miradores de ese centro turístico.
Todos los embalses generan gases de efecto invernadero, sobre todo metano y dióxido de carbono —especialmente los de regiones tropicales como el de Corpus— producto de la descomposición de materia viva preexistente, de la que se genera en el mismo embalse y de la ingresada al mismo desde su cuenca. De acuerdo con los cálculos realizados por los conservacionistas, la emisión de dióxido de carbono resultaría un porcentaje significativo de la cantidad del mismo gas que se dejaría de emitir a la atmósfera por el menor consumo de combustibles fósiles.

### Perjuicios sobre la población humana
Uno de los efectos más temidos por quienes objetan esta obra es el efecto de la instalación de gran cantidad de trabajadores sobre la reducida zona en que se establecerían, tanto los directamente afectados a la construcción de la obra y sus anexos, como los que se instalen para ofrecer servicios indirectos a las empresas y sus empleados. Se teme que puedan causar un colapso de los servicios básicos, tales como salud, educación o seguridad, que afectaría a la población residente. También se teme la instalación de caseríos improvisados, que llevarían a un aumento de la prostitución, los delitos y los índices de alcoholismo y drogadicción. Por otro lado, estos problemas podrían desaparecer en el momento en que termine la construcción, en cuanto afecten a la fuerza laboral directamente ligada a la obra. Pero en los asentamientos precarios de población indirectamente relacionada con la obra, no toda la nueva población regresa a sus lugares de origen, agregando a los múltiples inconvenientes sociales el de la desocupación y sus efectos.
También el traslado de la población directamente afectada incidirá fuertemente en el comportamiento personal y social de los afectados, que se verán forzosamente obligados a integrarse a comunidades de las que no son originarios.
Otro factor que podría tener graves consecuencias es el de la circulación de personas y vehículos, ya que el tránsito continuo de vehículos pesados por rutas y caminos generarán enormes cantidades de polvo ambiental y el posible colapso de la red vial existente. También son de temer los posibles efectos de la instalación de canteras de materiales pétreos y arcillas sobre la región circundante, en cuanto a polvo ambiental y a erosión hídrica.
No obstante, se arguye que una vez terminada la obra y puesta en funcionamiento, la represa dejaría de tener los efectos colaterales negativos que implican los grandes movimientos de suelo y el accionar de las máquinas y transportes, requiriendo apenas un mantenimiento preventivo en un lapso de 30 a 50 años.